# Inermiidae
Famille
Genres de rang inférieur
- Emmelichthyops
- Inermia

Les Inermiidae forment une famille de poissons marins de l'ordre des Perciformes représentée par deux genres comportant chacun une espèce.

## Description
Il s'agit de petits poissons (E. atlanticus : 13 cm ; I. vittata : 23 cm) de l'Atlantique occidental (Floride, Bahamas, nord de l'Amérique du Sud...).

## Liste des genres
- Emmelichthyops Schultz, 1945
  - Emmelichthyops atlanticus Schultz, 1945
- Inermia Poey, 1860
  - Inermia vittata Poey, 1860